# Нахтвех, Альвин
Вильгельм Рудольф Арнольд Альвин Нахтвех (нем. Wilhelm Rudolf Arnold Alwin Nachtweh; 2 мая 1868, Лоденице, Австрийская Силезия — 17 июля 1939, Ганновер) — немецкий инженер-машиностроитель, профессор Технического университета Ганновера.

## Биография
Первой работой Вильгельма Рудольфа Арнольда Альвина Нахтвеха в период с 1892 по 1896 год была позиция конструктора в Цюрихе. С 1895 по 1900 год он являлся доцентом по сельскохозяйственной технике в Швейцарской высшей технической школе Цюриха. С 1898 года он также периодически состоял приват-доцентом по сельскохозяйственному строительству в университете Галле, пока в 1900 года не стал полным профессором данного ВУЗа.
В 1903 году Альвин Нахтвех защитил кандидатскую диссертацию; с 1901 по 1904 год он читал лекции в Геттингенском университете, а в 1906 — был избран членом Леопольдины. С 1905 по 1914 год Нахтвех являлся профессором материаловедения, черчения и сельскохозяйственного машиностроения в Техническом университете Ганновера. С 1908 года он читал курсы и по ряду других дисциплин, включая «историю машиностроения»; в 1913 году был награжден орденом. 11 ноября 1933 года Альвин Нахтвех был среди более 900 ученых и преподавателей немецких университетов и вузов, подписавших «Заявление профессоров о поддержке Адольфа Гитлера и национал-социалистического государства». Вышел на пенсию 1 апреля 1935 года.

## Работы
- Prag, die älteste deutsche Technische Hochschule? / Nachtweh, Alwin. — [Hannover 10, Gneisenaustr. 5] : Geh. R. Prof. A. Nachtweh, 1933.
- Der Maschineningenieur / Nachtweh, Alwin. — Berlin : Trowitzsch & Sohn, 1929, Neuausg.
- Festschrift, anl. der 20. Wiederkehr der Gründung des Bezirksvereins Hannover des Verbandes Deutscher Diplom-Ingenieure / Nachtweh, Alwin. — Hannover : Bezirksverein Hannover, 1929.
- Der Maschineningenieur / Nachtweh, Alwin. — Berlin : Trowitzsch & Sohn, 1926, Neuausg. 1926.
- Einzelkorn-Säemaschinen / Nachtweh, Alwin. — Berlin : P. Parey, 1924.